# Миколаївська церква (Глухів)
Миколаївська церква — храм збудований на місці однойменної дерев'яної церкви, що згоріла під час пожежі глухівського замку в 1695 році. Є найстарішою будівлею Глухова та пам'яткою історії й архітектури національного та світового значення. Вважається єдиним з численних храмів, що зберігся до наших днів, збудований видатним зодчим Матвієм Єфимовим. Контролюється УПЦ МП.

## Історія

### Заснування
Для будівництва церкви до Глухова з Києва 1693 року була запрошена артіль зодчих на чолі з архітектором Матвієм Єфімовим. Контракт на будівництво храму уклали 8 лютого 1693 року. Майстри самі завозили цеглу, цемент, залізо та будували. Місто заплатило їм 600 карбованців «копійками» і 500 карбованців «чеками» і забезпечувало провіантом.
У XVIII столітті, коли Глухів був столицею Гетьманщини, Миколаївська церква стала культовою спорудою Лівобережної України. 6 листопада 1708 року на колишньому Радному майдані перед храмом наставляли на гетьманство Івана Скоропадського. 1 жовтня 1727 року на гетьманство наставляли вже Данило Апостола, а 1751 — Кирила Розумовського.

### Дзвіниця
За проєктом архітектора Олександра Гросса у 1871 році із заходу до бабинця прибудували притвор, який був увінчаний високою дзвіницею з ярусним верхом.

### Поховання на церковному кладовищі
У 1751 році тут було поховано писаря Генерального військового суду (1743—1751 рр.) Івана Васильовича Піковця (нар. 1710 — 1751;
1760 року тут було поховано генерального хорунжого Миколу Даниловича Ханенка.
У 1967–1978 роках церква була реставрована Сумською майстернею.

## Опис

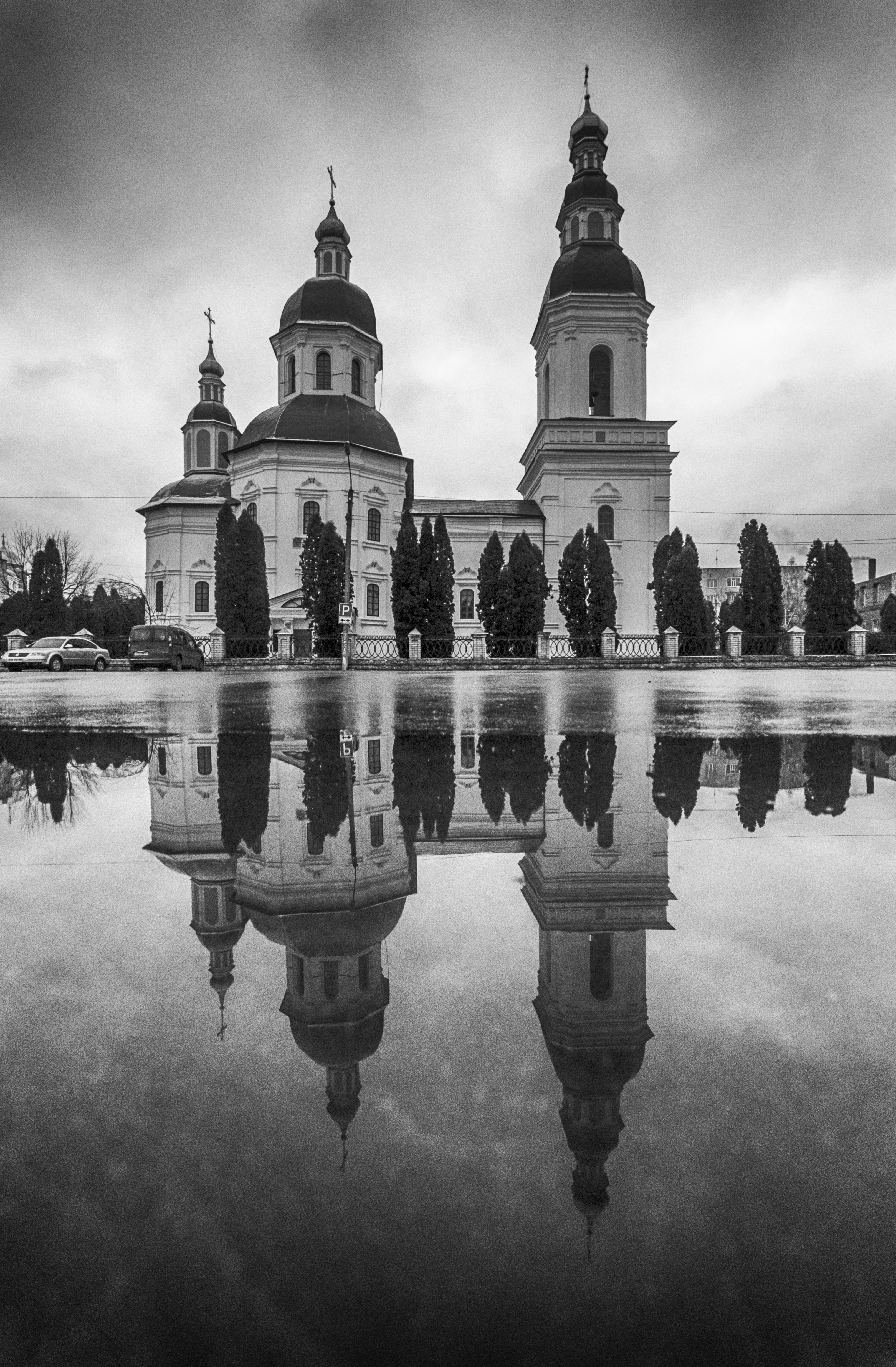

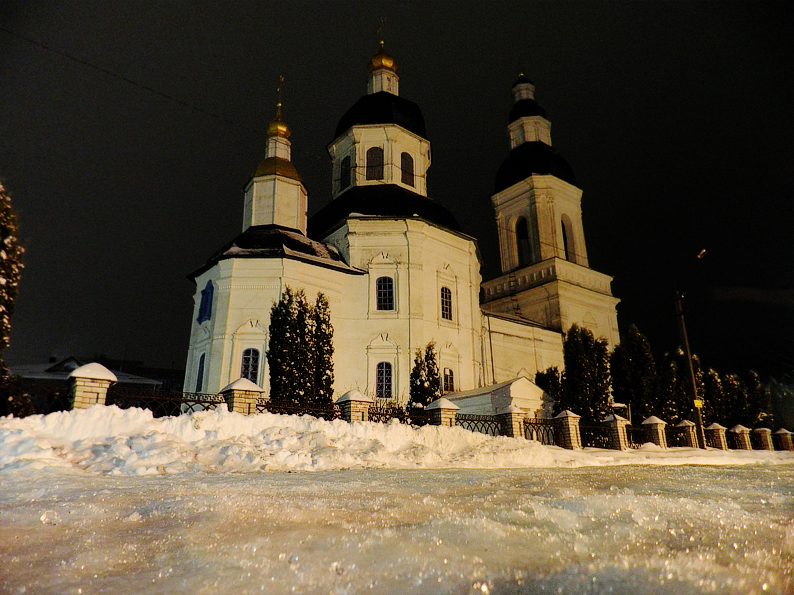

Мурована, тридільна, двоверха церква з дзвіницею стоїть в історичному середмісті посеред центрального майдану — Соборного, посідаючи острівне становище в його структурі.
Церкву зведено по поздовжній осі схід-захід: п’ятистінний вівтар 6 x 6,6м, восьмигранна нава 10,4 х 8,75 м, квадратовий в плані бабинець 6 x 6 м, два прямокутні компартименти західного притвору. Висота центрального верху 30 м. Нава має двозаломний верх, відкритий на всю висоту.

### Архітектура
Структура храму зведена за традиціями народного дерев'яного зодчества. Квадратний бабинець, восьмигранна нава та гранчастий вівтар згруповано на одній осі із заходу на схід. Первісно кожний складовий об'єм мав самостійне восьмигранне шатрове завершення з заломами. 
У 1871 року баню над бабинцем було розібрано, за проєктом архітектора Олександра Гросса із західного боку прибудовано притвор з високою дзвіницею з ярусним верхом. Це змінило традиційний образ церкви. Декоративно-пластичне вирішення храму стримане, наближене за характером до ренесансного.

### Іконостас
Іконостас Миколаївської церкви створений у середині XVIII століття. Він був компактним, п'ятиярусним, нешироким, займаючи ширину центрального компартимента церкви. Виконаний у перехідних ренесансно-барокових формах з пишним позолоченим різьбленням півколонок, карнизів, іконних рам і площин між іконами.